# Goongarrie National Park
Goongarrie National Park är en park i Australien. Den ligger i delstaten Western Australia, omkring 590 kilometer öster om delstatshuvudstaden Perth.
Trakten runt Goongarrie National Park är nära nog obefolkad, med mindre än två invånare per kvadratkilometer.. Det finns inga samhällen i närheten.
I omgivningarna runt Goongarrie National Park växer i huvudsak buskskog. Genomsnittlig årsnederbörd är 413 millimeter. Den regnigaste månaden är januari, med i genomsnitt 110 mm nederbörd, och den torraste är augusti, med 9 mm nederbörd.